# Quattro Giorni di Dunkerque 1983
La Quattro Giorni di Dunkerque 1983, ventinovesima edizione della corsa, si svolse dal 3 all'8 maggio su un percorso di 941 km ripartiti in 5 tappe (la quinta suddivisa in due semitappe) più un cronoprologo, con partenza a Petite-Synthe e arrivo a Dunkerque. Fu vinta dall'olandese Leo van Vliet della TI-Raleigh-Campagnolo davanti al britannico Paul Sherwen e al belga William Tackaert.

## Tappe
| Tappa  | Data     | Percorso                                          | km    | Vincitore di tappa      | Leader cl. generale |
| ------ | -------- | ------------------------------------------------- | ----- | ----------------------- | ------------------- |
| Prol.  | 3 maggio | Petite-Synthe > Petite-Synthe (cron. individuale) | 5,4   | Bert Oosterbosch        | Bert Oosterbosch    |
| 1ª     | 4 maggio | Petite-Synthe > Dunkerque                         | 179,5 | Yvon Bertin             | Bert Oosterbosch    |
| 2ª     | 5 maggio | Aire-sur-la-Lys > Denain                          | 183   | Eddy Planckaert         | Bert Oosterbosch    |
| 3ª     | 6 maggio | Denain > San Quintino                             | 178   | Paul Sherwen            | Leo van Vliet       |
| 4ª     | 7 maggio | San Quintino > Tourcoing                          | 200   | Jean-Francois Rault     | Leo van Vliet       |
| 5ª-1ª  | 8 maggio | Cassel > Cassel                                   | 103,5 | Gilbert Duclos-Lassalle | Leo van Vliet       |
| 5ª-2ª  | 8 maggio | Dunkerque > Dunkerque                             | 92    | Eddy Planckaert         | Leo van Vliet       |
| Totale | Totale   | Totale                                            | 941   |                         |                     |

## Dettagli delle tappe

### Prologo
- 3 maggio: Petite-Synthe > Petite-Synthe (cron. individuale) – 5,4 km

| Pos. | Corridore              | Squadra    | Tempo |
| ---- | ---------------------- | ---------- | ----- |
| 1    | Bert Oosterbosch       | TI-Raleigh | 6'53" |
| 2    | Jean-Luc Vandenbroucke | La Redoute | a 8"  |
| 3    | Alain Bondue           | La Redoute | a 12" |

| Pos. | Corridore        | Squadra    | Tempo |
| ---- | ---------------- | ---------- | ----- |
| 1    | Bert Oosterbosch | TI-Raleigh |       |

### 1ª tappa
- 4 maggio: Petite-Synthe > Dunkerque – 179,5 km

| Pos. | Corridore        | Squadra  | Tempo    |
| ---- | ---------------- | -------- | -------- |
| 1    | Yvon Bertin      | Coop     | 4h45'54" |
| 2    | Eddy Planckaert  | Splendor | s.t.     |
| 3    | Francis Castaing | Peugeot  | s.t.     |

| Pos. | Corridore        | Squadra    | Tempo |
| ---- | ---------------- | ---------- | ----- |
| 1    | Bert Oosterbosch | TI-Raleigh |       |

### 2ª tappa
- 5 maggio: Aire-sur-la-Lys > Denain – 183 km

| Pos. | Corridore       | Squadra    | Tempo    |
| ---- | --------------- | ---------- | -------- |
| 1    | Eddy Planckaert | Splendor   | 5h02'31" |
| 2    | Jan Raas        | TI-Raleigh | s.t.     |
| 3    | Leo van Vliet   | TI-Raleigh | a 2"     |

| Pos. | Corridore        | Squadra    | Tempo |
| ---- | ---------------- | ---------- | ----- |
| 1    | Bert Oosterbosch | TI-Raleigh |       |

### 3ª tappa
- 6 maggio: Denain > San Quintino – 178 km

| Pos. | Corridore        | Squadra    | Tempo    |
| ---- | ---------------- | ---------- | -------- |
| 1    | Paul Sherwen     | La Redoute | 4h33'43" |
| 2    | William Tackaert | Splendor   | a 5"     |
| 3    | Leo van Vliet    | TI-Raleigh | s.t.     |

| Pos. | Corridore     | Squadra    | Tempo |
| ---- | ------------- | ---------- | ----- |
| 1    | Leo van Vliet | TI-Raleigh |       |

### 4ª tappa
- 7 maggio: San Quintino > Tourcoing – 200 km

| Pos. | Corridore           | Squadra  | Tempo    |
| ---- | ------------------- | -------- | -------- |
| 1    | Jean-Francois Rault | Coop     | 4h44'31" |
| 2    | Eddy Planckaert     | Splendor | s.t.     |
| 3    | Francis Castaing    | Peugeot  | s.t.     |

| Pos. | Corridore     | Squadra    | Tempo |
| ---- | ------------- | ---------- | ----- |
| 1    | Leo van Vliet | TI-Raleigh |       |

### 5ª tappa - 1ª semitappa
- 8 maggio: Cassel > Cassel – 103,5 km

| Pos. | Corridore               | Squadra | Tempo    |
| ---- | ----------------------- | ------- | -------- |
| 1    | Gilbert Duclos-Lassalle | Peugeot | 2h51'58" |
| 2    | Kim Andersen            | Coop    | s.t.     |
| 3    | Andre Chappuis          | Sem     | s.t.     |

| Pos. | Corridore     | Squadra    | Tempo |
| ---- | ------------- | ---------- | ----- |
| 1    | Leo van Vliet | TI-Raleigh |       |

### 5ª tappa - 2ª semitappa
- 8 maggio: Dunkerque > Dunkerque – 92 km

| Pos. | Corridore        | Squadra    | Tempo    |
| ---- | ---------------- | ---------- | -------- |
| 1    | Eddy Planckaert  | Splendor   | 2h06'16" |
| 2    | Étienne De Wilde | La Redoute | s.t.     |
| 3    | Luc Colijn       | Fangio     | s.t.     |

| Pos. | Corridore        | Squadra    | Tempo     |
| ---- | ---------------- | ---------- | --------- |
| 1    | Leo van Vliet    | TI-Raleigh | 24h12'33" |
| 2    | Paul Sherwen     | La Redoute | a 2'17"   |
| 3    | William Tackaert | Splendor   | a 3'02"   |

## Classifiche finali

### Classifica generale
| Pos. | Corridore              | Squadra               | Tempo     |
| ---- | ---------------------- | --------------------- | --------- |
| 1    | Leo van Vliet          | TI-Raleigh-Campagnolo | 24h12'33" |
| 2    | Paul Sherwen           | La Redoute-Motobecane | a 2'17"   |
| 3    | William Tackaert       | Splendor-Euro Shop    | a 3'02"   |
| 4    | Jean-Luc Vandenbroucke | La Redoute-Motobecane | a 8'36"   |
| 5    | Pascal Jules           | Renault-Elf           | a 8'44"   |
| 6    | Ludo Peeters           | TI-Raleigh-Campagnolo | a 8'54"   |
| 7    | Stefan Mutter          | Eorotex-Magniflex     | a 8'58"   |
| 8    | Régis Clère            | Coop-Mercier-Mavic    | a 9'01"   |
| 9    | Alain Bondue           | La Redoute-Motobecane | a 9'07"   |
| 10   | Jan Raas               | TI-Raleigh-Campagnolo | a 9'19"   |